# Präsident von Äthiopien

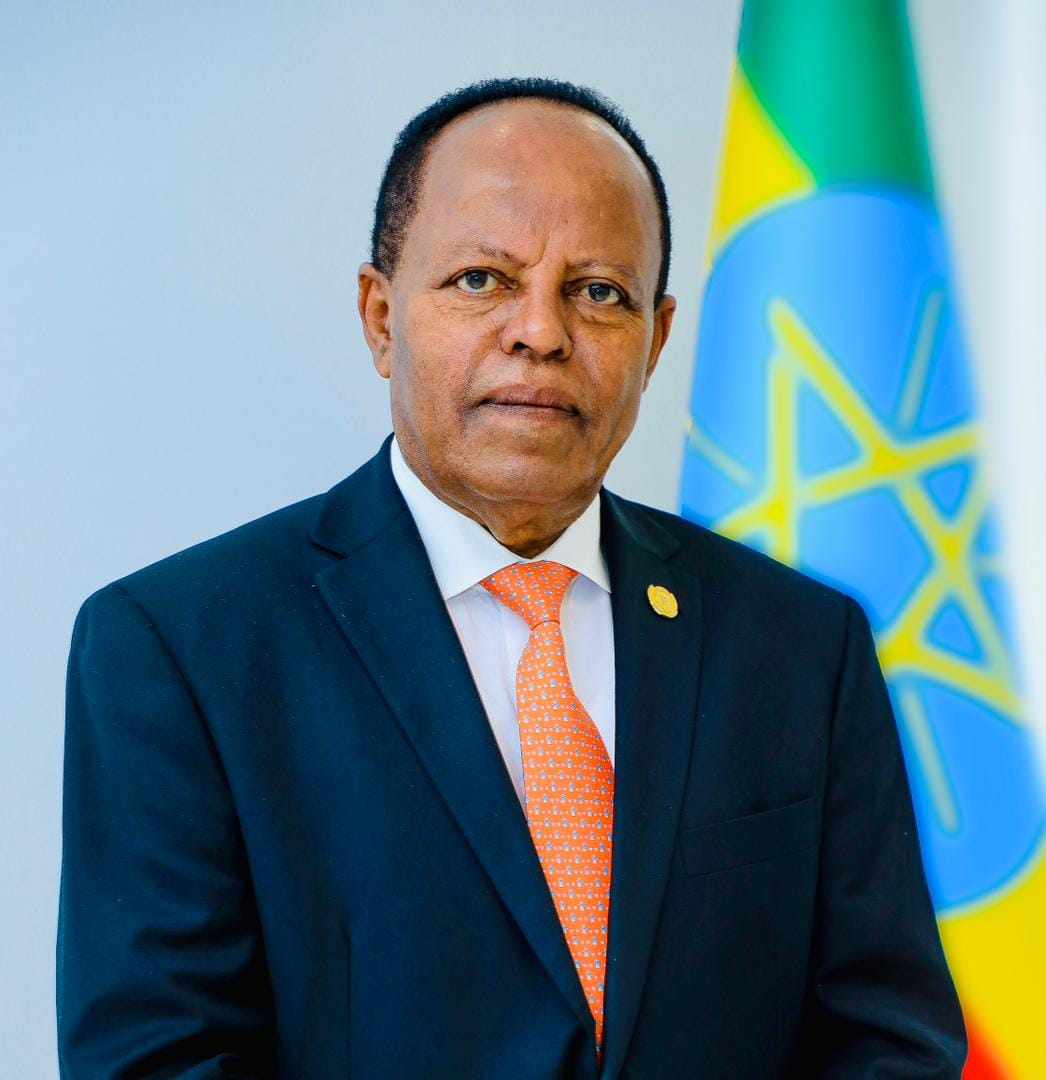
Taye Atske Selassie, Amtsinhaber seit 2024

Der Präsident der demokratischen Bundesrepublik Äthiopien ist gemäß Artikel 69 der äthiopischen Verfassung von 1995 das Staatsoberhaupt Äthiopiens. Die Verfassung weist ihm fast ausschließlich repräsentative und rein formale Befugnisse zu, während die Exekutivgewalt beim Premierminister und dem Ministerrat liegt. Derzeitiger Amtsinhaber ist seit dem 7. Oktober 2024 Taye Atske Selassie.

## Wahl
Die Wahl läuft gemäß Artikel 70 der Verfassung wie folgt ab: Der Kandidat für das Präsidentenamt wird vom Volksrepräsentantenhaus nominiert und anschließend in gemeinsamer Sitzung von Volksrepräsentantenhaus und Bundeshaus (den beiden Parlamentskammern) gewählt, wobei eine Zweidrittelmehrheit erforderlich ist. Wird ein Parlamentsmitglied zum Präsidenten gewählt, muss es seinen Sitz im Parlament niederlegen. Die Amtszeit des Präsidenten beträgt 6 Jahre, wobei eine einmalige Wiederwahl möglich ist. Vor seinem Amtsantritt muss der Präsident vor einer gemeinsamen Sitzung der Parlamentskammern den von der Verfassung vorgeschriebenen Amtseid ablegen.

## Aufgaben und Befugnisse gemäß der äthiopischen Verfassung
- Eröffnung der gemeinsamen Sitzung von Volksrepräsentantenhaus und Bundeshaus zu Beginn ihrer jährlichen Sitzungen (Art. 71, Nr. 1)
- Unterzeichnung der vom Volksrepräsentantenhaus verabschiedeten und ihm vorgelegten Gesetze innerhalb von 15 Tagen – unterzeichnet er innerhalb dieser Frist nicht, treten sie auch ohne seine Unterschrift in Kraft (Art. 57)
- Verkündung der vom Volksrepräsentantenhaus gebilligten Gesetze und internationalen Verträge (Art. 71, Nr. 2)
- Ernennung der Botschafter und anderen Gesandten Äthiopiens auf Vorschlag des Premierministers (Art. 71, Nr. 3)
- Entgegennahme der Beglaubigungsschreiben der ausländischen Botschafter und Gesandten (Art. 71, Nr. 4)
- Verleihung von Orden, Preisen und Geschenken (Art. 71, Nr. 5)
- Verleihung hoher militärischer Titel auf Vorschlag des Premierministers (Art. 71, Nr. 6)
- Ausübung des Begnadigungsrechts (Art. 71, Nr. 7)
- Ernennung von 6 Rechtsexperten zu Mitgliedern im elfköpfigen Verfassungsrat auf Vorschlag des Volksrepräsentantenhauses (Art. 82, Nr. 2c)
- Aufforderung an die politischen Parteien, innerhalb einer Woche eine Koalitionsregierung zu bilden, wenn der bisherige Ministerrat aufgrund des Verlusts der Mehrheit im Volksrepräsentantenhaus aufgelöst ist – können die Parteien sich nicht auf die Fortsetzung der bisherigen Koalition oder auf die Bildung einer neuen Mehrheitskoalition einigen, hat das die Auflösung des Volksrepräsentantenhauses und damit Neuwahlen zur Folge (Art. 60, Nr. 2)